# Wyspa Księcia Patryka
Wyspa Księcia Patryka (ang. Prince Patrick Island, fr. Île du Prince-Patrick) – wyspa Archipelagu Arktycznego należąca do grupy Wysp Królowej Elżbiety i Parry’ego. Wyspa leży na północno-zachodnim skraju archipelagu i należy do najtrudniej osiągalnych. Powierzchnia wyspy wynosi 15 848 km². Praktycznie przez cały rok otoczona jest wiecznym lodem. Wyspa ma charakter nizinny, najwyższe wzniesienie, położone w jej południowo-zachodniej części, ma wysokość 273 m n.p.m. Urozmaiceniem rzeźby powierzchni jest niewysokie pasmo górskie Hardinge Mountains położone na zachodnim wybrzeżu, czy też nienazwane wzniesienie wznoszące się na wysokość 147 m, u którego podnóża mieści się nieczynne już obserwatorium sejsmiczne Mould Bay. Teren wyspy poprzecinany jest płytkimi wąwozami, którymi płyną sezonowe strumienie. Linia brzegowa wyspy jest średnio urozmaicona. Posiada kilka zatok: Bloxsome Bay, Hardinge Bay, Dyer Bay, Moore Bay, Jameson Bay, Green Bay i Satellite Bay oraz kilka fiordów – Walker Inlet, Mould Inlet i Intrepid Inlet.
Sąsiednimi wyspami są: Eglinton Island i Wyspa Melville’a, oddzielone cieśniną Crozier Channel i Emerald Isle oddzielona cieśniną Fitzwilliam Strait oraz Brock Island i Wyspa Mackenziego Kinga, oddzielone Bollantyne Strait.